# Louis François
Louis François (24. července 1906 Lavaveix-les-Mines, Francie – 15. listopadu 1986 Donnemarie-Dontilly, Francie) byl francouzský zápasník, zápasící v řecko-římském stylu. V roce 1932 vybojoval na olympiádě v Los Angeles bronzovou medaili v bantamové váze. Sedmkrát vybojoval národní titul.
Pocházel z hornické rodiny. Rodiče se však přestěhovali do Paříže, kde pracovali v cementárně. François pracoval jako policista. Zápasu se věnoval i po ukončení aktivní kariéry a to jako trenér a rozhodčí.